# Birkenau-Grundschule
Die Birkenau-Grundschule ist eine Grundschule in Augsburg-Lechhausen. Schulträger ist die Stadt Augsburg. Zeitweise trug die 1952 gegründete Schule auch den Namen Volksschule an der Soldnerstraße und Birkenau-Volksschule. Der Name nimmt Bezug auf die ehemals birkenbestandenen Wiesen am Lechufer („Birken-Au“).

## Geschichte
Im Jahr 1952 wurde Schule für evangelische Knaben- und Mädchen eröffnet. Sie bestand zunächst aus vier Pavillons mit insgesamt vier Klassenzimmern. In vier weiteren Abschnitten wurde zudem das Schulgebäude ab 1954 für die katholischen Kinder errichtet und bis 1959 vollendet. Insgesamt verfügte die Schule dann über 24 Klassenzimmer sowie eine geräumige Turnhalle. 1962 erfolgte zum 10-Jahres-Jubiläum die Errichtung des von Sepp Mastaller gestalteten Krönlein-Natter-Brunnens als Spende der Stadt Augsburg im kleinen Pausenhof. Nachdem im Jahr 1968 die Bekenntnisschulen in Bayern abgeschafft wurden, führte die Stadt die beiden Schulteile zu einer Einheit zusammen und gab ihr den Namen „Volksschule an der Soldnerstraße“. 1989 wurde die Schule in „Birkenau-Volksschule“ umbenannt.
In Zusammenarbeit mit der Schiller- und Goetheschule, der Universität Augsburg und der Fachbasis Lechhausen erfolgte 1996 die Gründung des „Sport- und Sozialprojektes Lechhausen“, ein sportartübergreifendes und außerunterrichtliches Sportangebot.
2004 brach im November ein Feuer im Umkleideraum im zweiten Stock aus. Es wurde von einem Schüler gelegt und rief einen Sachschaden in Höhe von 15.000 Euro hervor. Die notwendigen Sanierungsarbeiten dauerten bis Jahresende an.
Die Schule war ursprünglich eine Volksschule (GS und THS I) und umfasste somit die Klassen 1 bis 4 Grundschule sowie die 5. und 6. Jahrgangsstufe der Hauptschule. Mit dem Schuljahr 2007/2008 lief die Teilhauptschule aus, d. h., es wurden keine neuen 5. Klassen mehr gebildet. Die letzten 6. Klassen verließen 2008 die Schule. 2010 eröffnete die „Lese-Insel“. Nach dem Wegfall der Hauptschulklassen wurde die Schule am 1. August 2011 in „Birkenau-Grundschule Augsburg-Lechhausen“ umbenannt.

## Schulprofil
Im Schuljahr 2023/2024 besuchten 374 Schüler und Schülerinnen die Schule und sie wurden von 22 hauptamtlichen Lehrkräften unterrichtet. Drei ehrenamtliche Lesepaten unterstützen die Pädagogen bei ihrer Arbeit. Die Schule verfügt außerdem seit 2010 über eine Lese-Insel. Dabei handelt es sich um eine moderne und vernetzte Schulbibliothek. Der Elfie-Ernst-Förderkreis betreibt die Mittags-, Nachmittags- und Hausaufgabenbetreuung an der Schule.
Für Schüler und Eltern mit nichtdeutscher Muttersprache existieren diverse zusätzliche Förderangebote, die teilweise in Zusammenarbeit mit weiteren Trägern realisiert werden. Dazu zählen Deutschlerngruppen, spezielle Hausaufgabenbetreuung und eine Sprachförderung im Kindergarten (Vorkurs).
An der Schule werden zudem eine Vielzahl von Arbeitsgemeinschaften angeboten, die von den Schülern in ihrer Freizeit wahrgenommen werden können. Dazu gehören beispielsweise die AG „Imkerei“ oder die AG „Erste Hilfe“. Auch für die jährlich am Schuljahresende erscheinende Schülerzeitung Birkenblatt gibt es eine eigene Arbeitsgemeinschaft. Im Sportbereich wird unter anderem das „Sport- und Sozialprojekt Lechhausen“ (in Kooperation mit dem Sportzentrum der Universität Augsburg) angeboten.

## Krönlein-Natter-Brunnen

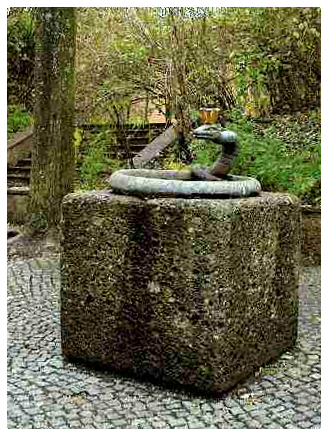
Krönlein-Natter-Brunnen im kleinen Pausenhof, gestaltet von Sepp Mastaller 1962

Im Hof der Schule befindet sich der Krönlein-Natter-Brunnen. Er besteht aus einem Muschelkalkwürfel, der oben eine Vertiefung für das Brunnenbecken aufweist. Um die Vertiefung herum liegt eine Schlange aus Bronze, die ihren bekrönten Kopf hebt. Aus dem Mund der Schlange strömt breit gefächert das Wasser in die Steinvertiefung. Geschaffen wurde der Brunnen von dem Augsburger Bildhauer Sepp Mastaller im Jahre 1962.
Die Schlange, Krönlein-Natter genannt, ist das Schulmaskottchen und geht auf eine alte Lechhauser Sage zurück. So soll früher unter einem Brunnen in der Birken-Au eine Ringelnattern mit Krönlein gelebt haben. Die Schlange konnte der Sage nach zaubern und beschützte die Kinder. Zudem erfüllte sie auch ihre Wünsche. Möglicherweise geht die Sage auf das Märchen Das Natterkrönlein zurück.